# にらめっこ

にらめっこの様子。笑ってしまったのでこの男性は負けである。

にらめっこはこどもの遊びのひとつ。基本は二人が向かい合わせになり、わらべうたを歌う。（下記参照）だるまさん、だるまさん、の部分は省略することが多い。
うたの最後の「……っぷ」にあわせて無表情、またはおかしな表情をつくり、どちらかが先に笑ったら負け、というルールで勝ちを競う。
ローカルルールとして、しゃべることができたり、声に出して笑わない限り負けにならないこともある。
勝敗の明確な基準をつけるために口に牛乳などの水分を含み、噴き出したら負けというルールもあり、バラエティ番組などでも使用されている。ただし、この場合は特性上、表情の自由が制限されるため、一人が表情を作り、一人が口に水分を含んでこらえるという形を交互に行うことになることが多い。

## 歌詞
だるまさん、だるまさん、にらめっこしましょ
わらうとまけよ、あっぷっぷ
※「あっぷっぷ」が「うんとこどっこいしょ」に代わる地域もある。

## 類似例
やはり笑うと負けになる遊技に、「ぷくぷく」というのがある。二人が向かい合い、交互に「ぷくぷく」と言いながら変な顔をするものである。
海外の例で、英語圏の Staring contests では、まばたきや目を逸らすのも駄目というルールがある。